# Flusswelse
Die Flusswelse (Akysidae) sind eine Fischfamilie aus der Ordnung der Welsartigen (Siluriformes). Sie kommen in schnellfließenden Gewässern Südostasiens in Myanmar, Thailand und Malaysia sowie auf Java, Sumatra und Borneo vor.

## Merkmale
Flusswelse sind kleine Fische von meist zwei bis fünf, maximal etwa 15 Zentimeter Länge. Sie sind meist gut getarnt und leben versteckt. Kopf, Körper und Flossen sind ähnlich wie bei den Gebirgswelsen (Sisoridae) von kleinen Knötchen bedeckt. Reihen vergrößerter Knötchen verlaufen entlang des Körpers. Die Haut wird regelmäßig abgestreift und erneuert. Der Kopf trägt ein Paar kleiner Augen und vier Paar Barteln. Die Rückenflosse weist eine kurze Basis und einen stark entwickelten Hartstrahl sowie meist vier oder fünf Weichstrahlen auf. Eine Fettflosse ist meist vorhanden. Die Brustflossen weisen einen kräftigen, meist gesägten Hartstrahl auf. Die Schwimmblase ist etwas reduziert.

## Systematik
Die Flusswelse werden der Überfamilie Sisoroidea zugerechnet, die nach molekularbiologischen Untersuchungen in die „Big Asica“-Gruppe gestellt wird.
Innerhalb der Familie werden zwei Unterfamilien mit insgesamt vier oder fünf Gattungen und etwa 30 Arten unterschieden:
- Unterfamilie Akysinae: Die vergrößerten Hautknötchen sind in einer Reihe entlang der Körpermitte und meist vier weiteren Reihen angeordnet und tragen verhornte Fortsätze. Die Rückenflosse weist meist fünf Weichstrahlen auf. Die Fettflosse ist mittelgroß und der Hartstrahl der Brustflossen weist auf der Vorderseite eine Kerbe auf und ist auf der Rückseite gekerbt. Die Kiemenöffnung ist relativ eng. Die Unterfamilie umfasst eine oder zwei Gattungen; die Pseudobagarius-Arten werden von manchen Autoren in die Gattung Akysis gestellt:
  - Akysis
    - Akysis brachybarbatus
    - Akysis clavulus
    - Akysis clinatus
    - Akysis ephippifer
    - Akysis fontaneus
    - Akysis fuliginatus
    - Akysis galeatus
    - Akysis hendricksoni
    - Akysis heterurus
    - Akysis longifilis
    - Akysis maculipinnis
    - Akysis manipurensis
    - Akysis microps
    - Akysis pictus
    - Akysis portellus
    - Akysis prashadi
    - Akysis pulvinatus
    - Akysis recavus
    - Akysis scorteus
    - Akysis subtilis
    - Akysis variegatus
    - Akysis varius
    - Akysis vespa
    - Akysis vespertinus

  - Pseudobagarius
    - Pseudobagarius alfredi
    - Pseudobagarius baramensis
    - Pseudobagarius filifer
    - Pseudobagarius fuscus
    - Pseudobagarius hardmani
    - Pseudobagarius inermis
    - Pseudobagarius leucorhynchus
    - Pseudobagarius macronemus
    - Pseudobagarius meridionalis
    - Pseudobagarius nitidus
    - Pseudobagarius pseudobagarius
    - Pseudobagarius similis
    - Pseudobagarius sinensis

- Unterfamilie Parakysinae: Die Hautknötchen sind rundlich und in Reihen angeordnet (Acrochordonichthys und Breitensteinia) oder gleichmäßig verteilt (Parakysis). Die Rückenflosse weist vier Weichstrahlen auf. Die Fettflosse ist entweder lang (Parakysis) oder fehlt (Acrochordonichthys und Breitensteinia). Die Augen sind winzig. Die Barteln am Unterkiefer weisen häufig eine kurze sekundäre Bartel auf. Die Kiemenreuse weist keine Dornen auf. Seitenlinienporen fehlen. Die Unterfamilie wurde früher teilweise als eigene Familie Parakysidae geführt.
  - Acrochordonichthys
    - Acrochordonichthys chamaeleon
    - Acrochordonichthys falcifer
    - Acrochordonichthys guttatus
    - Acrochordonichthys gyrinus
    - Acrochordonichthys ischnosoma
    - Acrochordonichthys mahakamensis
    - Acrochordonichthys pachyderma
    - Acrochordonichthys rugosus
    - Acrochordonichthys septentrionalis
    - Acrochordonichthys strigosus

  - Breitensteinia
    - Breitensteinia cessator
    - Breitensteinia hypselurus
    - Breitensteinia insignis

  - Parakysis
    - Parakysis anomalopteryx
    - Parakysis grandis
    - Parakysis hystriculus
    - Parakysis longirostris
    - Parakysis notialis
    - Parakysis verrucosus